# 3207 Spinrad
3207 Spinrad (1981 EY25) là một tiểu hành tinh vành đai chính được phát hiện ngày 2 tháng 3 năm 1981 bởi S. J. Bus ở Siding Spring.